# Dollaro australiano
Il dollaro australiano è la valuta ufficiale dell'Australia, dei diversi territori dipendenti dell'Australia (isola di Natale, isole Cocos (Keeling), Isole Heard e McDonald, isola Norfolk) ma anche delle Kiribati, delle Tuvalu e di Nauru, tre Stati indipendenti. Il codice ISO 4217 è AUD, anche se è usanza di scriverla di solito A$ o addirittura $ senza distinguerla dal dollaro americano.
Il dollaro australiano, diviso in 100 cent, è stato introdotto il 14 febbraio 1966, non solo per rimpiazzare la sterlina australiana (già da tempo distinta dalla sterlina inglese) ma anche per introdurre il sistema decimale. Robert Menzies avrebbe desiderato chiamare la valuta Royal, e vennero proposti anche altri nomi come l'Australe.

## Banconote
Fin dalla fine degli anni 1980 le banconote australiane sono fatte di plastica, per la precisione polipropilene. Hanno una «finestra» trasparente con una immagine semi-olografica, come misura di sicurezza contro la contraffazione. La prima di queste fu una banconota sperimentale da 10 $ che mostrava uno scenario aborigeno. Le banconote australiane furono le prime al mondo con queste caratteristiche. Precedentemente venivano stampate su carta.
L'Australia è stato il primo paese a produrre banconote polimeriche, più specificamente realizzate in polimero di polipropilene, prodotte da Note Printing Australia. Queste rivoluzionarie banconote in polimero sono più pulite delle note di carta, sono più resistenti e facilmente riciclabili.
La prima banconota in polimero è stata emessa nel 1988 come banconota da $10 per commemorare il bicentenario dell'insediamento europeo in Australia. La nota raffigurava su un lato un giovane aborigeno maschio con body paint, con altri elementi della cultura aborigena. Sul retro c'era la nave Supply della First Fleet, con uno sfondo di Sydney Cove, oltre a un gruppo di persone per illustrare i diversi background da cui l'Australia si è evoluta nel corso di 200 anni.
Tutte le banconote sono prodotte dalla Banca Nazionale dell'Australia. Le monete australiane dalla Royal Australian Mint.

## Emissioni
Ci sono state due principali emissioni di valuta. La prima, in carta, fu emessa nel 1966, con le seguenti denominazioni:
- 1 dollaro – Elisabetta II (fronte); arte aborigena (retro)
- 2 dollari – John Macarthur (fronte); William Farrer (retro)
- 5 dollari – Joseph Banks (fronte); Caroline Chisholm (retro)
- 10 dollari – Francis Greenway (fronte); Henry Lawson (retro)
- 20 dollari – Sir Charles Kingsford Smith (fronte); Lawrence Hargrave (retro)
- 50 dollari (emessa nel 1973) - Howard Florey (fronte); John Clunies-Ross (retro)
- 100 dollari (emessa nel 1984) - Douglas Mawson (fronte); John Tebbutt (retro)

Le banconote di plastica e le monete emesse durante gli anni ottanta e novanta e che sono correntemente in uso:
- 1 dollaro (emessa nel 1984) - moneta rappresentante cinque canguri ed Elisabetta II
- 2 dollari – moneta rappresentante un anziano aborigeno ed Elisabetta II
- 5 dollari – Elisabetta II (fronte); Parliament House e vecchia Parliament House (retro). Nel 2001 venne emessa una banconota commemorativa del centenario della federazione, raffigurante Sir Henry Parkes (fronte) e Catherine Helen Spence (retro).
- 10 dollari (emessa nel 1993) - Banjo Paterson (fronte); Dame Mary Gilmore (retro)
- 20 dollari (emessa nel 1994) - Mary Reibey (fronte); John Flynn (retro)
- 50 dollari (emessa nel 1995) - David Unaipon (fronte); Edith Cowan (retro)
- 100 dollari (emessa nel 1996) - Dame Nellie Melba (fronte); Sir John Monash (retro)

La nuova banconota di 5 dollari non rappresenterà Carlo III ma un aborigeno (fronte) e il parlamento (retro).
Le monete con frazioni di dollaro raffigurano animali australiani sul fronte e il monarca sul retro:
- 2 cent – moneta in rame raffigurante un clamidosauro
- 5 cent – piccola moneta in cupronickel raffigurante un'echidna
- 10 cent – un uccello lira
- 20 cent – un ornitorinco
- 50 cent – un canguro e un emù che reggono lo stemma dell'Australia. Questa grossa moneta è dodecagonale, in rame-nickel, e sostituì una moneta tonda d'argento che divenne rapidamente più preziosa per il suo contenuto in argento che per il suo valore nominale.

Le monete da 1 cent e 2 cent in rame sono state abolite nel 1991.
Le Kiribati, le Tuvalu e Nauru dispongono di serie limitate di monete specifiche, per lo più commemorative, come quella emessa nel 1979 dalla Royal Mint per le Kiribati (tutte con lo stemma nazionale e la legenda Kiribati 1979): 1 dollaro (piroga a bilanciere), 50 cent (frutto di pandano, Pandanus), 20 cent (delfini Tursiops), 10 cent (frutto dell'albero del pane, Artocarpus), 5 cent (lucertola geko Gehyra), 2 cent (pianta di Cyrtosperma) e 1 cent (Fregata minor).